# Mačkovo Selo
Mačkovo Selo falu Horvátországban, Sziszek-Monoszló megyében. Közigazgatásilag Petrinyához tartozik.

## Fekvése
Sziszek városától légvonalban 22, közúton 38 km-re, községközpontjától légvonalban 17, közúton 23 km-re délre a Báni végvidék középső részén, a Zrinyi-hegység lejtőin, Dodoši, Tremušnjak és Miočinovići között, a Mačkovo-patak mentén fekszik.

## Története
A település írásos formában a báni határvidék 1773-ban készített térképén bukkan fel „Machkovo Szello” alakban. A település valószínűleg a 17. század végén, vagy a 18. század elején keletkezett, amikor a török kiűzése után a török uralom alatt maradt Közép-Boszniából, főként a Kozara-hegység területéről és a Sana-medencéből pravoszláv szerb családok érkeztek a felszabadított területekre. Az újonnan érkezettek szabadságjogokat kaptak, de ennek fejében határőr szolgálattal tartoztak. El kellett látniuk a várak, őrhelyek őrzését és részt kellett venniük a hadjáratokban. 1881-ben megszűnt a katonai közigazgatás és Zágráb vármegye Petrinyai járásának része lett. 1857-ben 325, 1910-ben 619 lakosa volt. A 20. század első éveiben a kilátástalan gazdasági helyzet miatt sokan vándoroltak ki a tengerentúlra. 1918-ban az új szerb-horvát-szlovén állam, majd később Jugoszlávia része lett.
A II. világháború idején a Független Horvát Állam része volt, de lakossága fellázadt a fasiszta hatalom ellen. Sokan csatlakoztak a partizán egységekhez. A faluba bevonuló usztasa erők megtorlásul templomával együtt felgyújtották. A háború után a béke időszaka köszöntött a településre. Enyhült a szegénység és sok ember talált munkát a közeli városokban. A délszláv háború előestéjén lakosságának 98%-a szerb nemzetiségű volt. A falu 1991. június 25-én a független Horvátország része lett, de szerb lakossága a Krajinai Szerb Köztársasághoz csatlakozott. A falut 1995. augusztus 6-án a Vihar hadművelettel foglalta vissza a horvát hadsereg. A szerb lakosság többsége elmenekült. 2011-ben 36 lakosa volt.

## Népesség
| Lakosság változása | Lakosság változása | Lakosság változása | Lakosság változása | Lakosság változása | Lakosság változása | Lakosság változása | Lakosság változása | Lakosság változása | Lakosság változása | Lakosság változása | Lakosság változása | Lakosság változása | Lakosság változása | Lakosság változása | Lakosság változása |
| ------------------ | ------------------ | ------------------ | ------------------ | ------------------ | ------------------ | ------------------ | ------------------ | ------------------ | ------------------ | ------------------ | ------------------ | ------------------ | ------------------ | ------------------ | ------------------ |
| 1857               | 1869               | 1880               | 1890               | 1900               | 1910               | 1921               | 1931               | 1948               | 1953               | 1961               | 1971               | 1981               | 1991               | 2001               | 2011               |
| 325                | 403                | 394                | 309                | 309                | 619                | 574                | 636                | 265                | 272                | 278                | 237                | 194                | 184                | 23                 | 36                 |

(1910 és 1931 között az adatok a szomszédos Miočinovići lakosságát is tartalmazzák.)

## Nevezetességei
- Szent Petka tiszteletére szentelt pravoszláv parochiális temploma 1867-ben épült. Helyén már korábban is pravoszláv templom állt, melyet 1793-ban építettek és még ezt megelőzően is állt itt templom, amint az az első katonai felmérés 1773-as térképén is látható. 1941-ben az usztasák felgyújtották. Az újjáépítés 1962-ben kezdődött, de sohasem fejeződött be. 1990-ben egy nagy havazás következtében az 1963-ban épített tetőzete beszakadt. Ma csak az oldalfalak és a harangtorony alsó része áll. Belül azon a helyen, ahová az eső nem esik be ikonok és az egykori ikonosztáz részei láthatók elhanyagolt állapotban.

- A II. világháború áldozatainak emlékművét 1970-ben avatták.

- A Čavić-hegyen, azon a helyen, ahol a régió első partizáncsoportja letette az esküjét, 1957-ben emlékművet és három emléktáblát állítottak. Az első európai partizáneskü harminckilencedik évfordulóján, 1980-ban új emlékművet állítottak fel.[4] Az emlékmű alkotója Zdenko Kolacio urbanista és építész volt. A betonból készült, stílusában a minimalizmushoz tartozó emlékmű, elvont, egyszerű geometriai elemekkel a harcosok összefogott kezét szimbolizálja. Terjedelmével uralja az emlékpark összképét. Közelében egy félkör alakú emlékműre öt emléktáblát helyeztek el, amelyek szövege az 1941-es eseményeket írja le.